# Nemaha (Nebraska)
Nemaha es una villa ubicada en el condado de Nemaha en el estado estadounidense de Nebraska. En el Censo de 2010 tenía una población de 149 habitantes y una densidad poblacional de 189,87 personas por km².

## Geografía
Nemaha se encuentra ubicada en las coordenadas 40°20′20″N 95°40′34″O / 40.33889, -95.67611. Según la Oficina del Censo de los Estados Unidos, Nemaha tiene una superficie total de 0.78 km², de la cual 0.78 km² corresponden a tierra firme y (0%) 0 km² es agua.

## Demografía
Según el censo de 2010, había 149 personas residiendo en Nemaha. La densidad de población era de 189,87 hab./km². De los 149 habitantes, Nemaha estaba compuesto por el 99.33% blancos, el 0.67% eran afroamericanos, el 0% eran amerindios, el 0% eran asiáticos, el 0% eran isleños del Pacífico, el 0% eran de otras razas y el 0% pertenecían a dos o más razas. Del total de la población el 0% eran hispanos o latinos de cualquier raza.